# Episodi de L'ispettore Derrick (undicesima stagione)
La undicesima stagione della serie televisiva L'ispettore Derrick, composta da 14 episodi, è stata trasmessa in Germania nel 1984 sul canale ZDF.
| nº Prima TV Germania | nº Produzione | nº Stagione x nº Episodio | Titolo originale                                        | Titolo italiano                   | Prima TV Germania | Prima TV Italia  | Anno Produzione |
| -------------------- | ------------- | ------------------------- | ------------------------------------------------------- | --------------------------------- | ----------------- | ---------------- | --------------- |
| 109                  | 105           | 11x01                     | Das Mädchen in Jeans                                    | La ragazza in jeans               | 20 gennaio 1984   | 25 gennaio 1985  | 1982            |
| 110                  | 109           | 11x02                     | Die Verführung                                          | Una folle idea                    | 10 febbraio 1984  | 17 gennaio 1985  | 1983            |
| 111                  | 111           | 11x03                     | Manuels Pflegerin                                       | L'infermiera di Manuel            | 2 marzo 1984      | 13 febbraio 1985 | 1983            |
| 112                  | 112           | 11x04                     | Drei atemlose Tage                                      | Tre giorni senza respiro          | 30 marzo 1984     | 4 febbraio 1985  | 1983            |
| 113                  | 113           | 11x05                     | Tödlicher Ausweg                                        | Passaggio mortale                 | 27 aprile 1984    | 31 gennaio 1985  | 1983            |
| 114                  | 114           | 11x06                     | Keine schöne Fahrt nach Rom                             | Un brutto viaggio a Roma          | 25 maggio 1984    | 30 gennaio 1985  | 1983            |
| 115                  | 115           | 11x07                     | Ein Spiel mit dem Tod                                   | Gioco mortale                     | 15 giugno 1984    | 6 febbraio 1985  | 1983            |
| 116                  | 116           | 11x08                     | Ein Mörder zu wenig                                     | Una vincita al lotto              | 20 luglio 1984    | 29 gennaio 1985  | 1983            |
| 117                  | 117           | 11x09                     | Angriff aus dem Dunkel                                  | Una difficile eredità             | 10 agosto 1984    | 12 dicembre 1985 | 1984            |
| 118                  | 118           | 11x10                     | Ende einer Sehnsucht                                    | Fine di un desiderio              | 31 agosto 1984    | 14 novembre 1985 | 1984            |
| 119                  | 119           | 11x11                     | Gangster haben andere Spielregeln                       | Metodi da gangster                | 14 settembre 1984 | 28 novembre 1985 | 1984            |
| 120                  | 120           | 11x12                     | Das seltsame Leben des Herrn Richter                    | La doppia vita del signor Richter | 19 ottobre 1984   | 19 dicembre 1985 | 1984            |
| 121                  | 122           | 11x13                     | Der Klassenbeste                                        | Il primo della classe             | 23 novembre 1984  | 24 ottobre 1985  | 1984            |
| 122                  | 121           | 11x14                     | Stellen Sie sich vor, man hat Doktor Prestel erschossen | Chi ha ucciso l'avvocato Prestel? | 14 dicembre 1984  | 2 dicembre 1985  | 1984            |

## La ragazza in jeans
- Titolo originale: Das Mädchen in Jeans
- Diretto da: Theodor Grädler
- Scritto da: Herbert Reinecker
- Interpreti:[1] Horst Tappert - Stephan Derrick, Fritz Wepper - Harry Klein, Willy Schäfer - Willy Berger, Herbert Fleischmann - Prof. Joachim von Haidersfeld, Elisabeth Müller - D. Ssa Ursula von Haidersfeld, Alice Treff - Eliane von Haidersfeld, Anja Jaenicke - Rita Hauff, Anaid Iplicjian - signora Waffler, Otto Bolesch - Martin

### Trama
Un ragazzo viene trovato morto dopo aver mangiato dei cioccolatini avvelenati. Viveva in un appartamento popolare vicino alla stazione con la sorella Rita. Da qualche tempo Rita ha una relazione con Joachim Haidersfeld, professore universitario di biologia. Il professore, di famiglia altolocata, è già sposato.

## Una folle idea
- Titolo originale: Die Verführung
- Diretto da: Helmuth Ashley
- Scritto da: Herbert Reinecker
- Interpreti:[2] Horst Tappert - Stephan Derrick, Fritz Wepper - Harry Klein, Willy Schäfer - Willy Berger, Hans-Jürgen Schatz - Erich Wobeck, Gert Günther Hoffmann - Commissario Wobeck, Werner Stocker - Willi Stein, Karl Obermayr - Karl Georg Zander, Horst Kummeth - Heinz Zander, Helmut Dauner - Knut Herzog

### Trama
Erich Wobeck, un timido diciottenne, fa amicizia con Willi Stein mentre si trova in una sala giochi. Affascinato dalla potente motocicletta di Stein, Erich confida all'amico di aver problemi con la famiglia. Vuole possedere una moto potente come l'amico e non sa come poter pagarla. Quindi Stein propone di svaligiare, in piena notte, la villa di un commerciante senza scrupoli. Arrivati nella villa come stabilito, Willi entra per primo attraverso una finestra e apre la porta principale a Erich. Qualche minuto al buio Erich chiama l'amico non riuscendo più a trovarlo. Improvvisamente arriva la polizia nella villa. Viene trovato il cadavere del proprietario. Erich viene arrestato con l'accusa di omicidio dal padre, che è commissario di polizia per la squadra antirapine. Nonostante l'evidenza dei fatti Erich nega di aver ucciso l'uomo e afferma di essere il complice di Willi Stein. Derrick inizia le indagini e risale a Stein, il quale ha un alibi di ferro perché, nel momento dell'omicidio, si trovava a giocare a carte con Heinz e Karl-Georg Zander in un locale.

## L'infermiera di Manuel
- Titolo originale: Manuels Pflegerin
- Diretto da: Helmuth Ashley
- Scritto da: Herbert Reinecker
- Interpreti:[3] Horst Tappert - Stephan Derrick, Fritz Wepper - Harry Klein, Willy Schäfer - Willy Berger, Herbert Fleischmann - Wolfgang Rohm, Sascha Hehn - Manuel Rohm, Susanne Uhlen - Ingrid Moorhoff, Carl Lange - signor Färber, Gefion Helmke - Anna Degenhart, Franziska Stömmer - signora Schosser, Ingrid Schoelderle - segretaria

### Trama
Wolfgang Rohm, ricco imprenditore attivo in campo edilizio, specie nelle opere civili e militari, invita un suo amico, l'ingegner Masilkeex tecnico del centro nucleare di Jülich, a passare alcune settimane da lui. Masilke viene fatto accomodare in una pensioncina vicino a casa di Rohm. Alcune ore dopo, Masilke viene trovato ucciso nella sua stanza d'albergo. Wolfgang Rohm vive assieme al fratello Manuel, il quale ora è costretto a vivere con la sedia a rotelle a causa di un grave incidente di lavoro. Nonostante ciò Manuel sembra aver ripreso la gioia di vivere dopo l'arrivo della bella infermiera Ingrid Moorhoff. In realtà Ingrid è un agente segreto che in precedenza lavorava come segretaria per l'ingegner Masilke.

### Colonna sonora
- Sergej Vasil'evič Rachmaninov, Concerto per pianoforte e orchestra n. 2

## Tre giorni senza respiro
- Titolo originale: Drei atemlose Tage
- Diretto da: Alfred Vohrer
- Scritto da: Herbert Reinecker
- Interpreti:[4] Horst Tappert - Stephan Derrick, Fritz Wepper - Harry Klein, Willy Schäfer - Willy Berger, Ekkehardt Belle - Harald Wiemann, Stefan Fleming - Karl Schuster, Ute Willing - Maria Schuster, Willy Schultes - Vater Schuster, Sky Dumont - Herr Jabolski, Eckhard Heise - autista, Alexis von Hagemeister, Bruno Pantel, Gert Wiedenhofen, Stefan Miller, Eva Geigel, Nina Palmer, Klaus Konczak

### Trama
Due giovani sbandati, per far colpo su due belle ragazze, rubano un'auto parcheggiata appena fuori di un hotel. L'auto rubata sorprendentemente contiene diversi sacchi di droga, così uno dei due ragazzi tenta di ricontattare i proprietari per negoziare lo scambio, ma viene assassinato.

## Passaggio mortale
- Titolo originale: Tödlicher Ausweg
- Diretto da: Alfred Vohrer
- Scritto da: Herbert Reinecker
- Interpreti:[5] Horst Tappert - Stephan Derrick, Fritz Wepper - Harry Klein, Willy Schäfer - Willy Berger, Reinhild Solf - Antonia Hauser, Udo Vioff - Günter Hauser, Pierre Franchk - Rudolf Hauser, Sigfrit Steiner - Robert Hauser, Gila von Weitershausen - Brigit Heise, Olivia Pascal - Anna Schieda

### Trama
Hanna Schieda è una bellissima ventenne che frequenta abitualmente la palestra. Una sera, molto stanca, telefona al suo compagno, Günter Hauser, un uomo molto più anziano di lei, e decide di tornare a casa in tassì, ma viene ritrovata morta alcune ore dopo dalla polizia. In precedenza Hanna era la domestica di casa Hauser, una famiglia di alto reddito, composta oltre che da Günter, dall'affascinante moglie Antonia, dal severo padre Robert e dal figlio ritardato Rudolf. Günter si era invaghito di Hanna, era scappato con lei ed era sul punto di chiedere il divorzio dalla moglie. Dunque Antonia, Robert e Rudolf soffrivano che l'uomo avesse abbandonato la famiglia.

## Un brutto viaggio a Roma
- Titolo originale: Keine schöne Fahrt nach Rom
- Diretto da: Alfred Weidemann
- Scritto da: Herbert Reinecker
- Interpreti:[6] Horst Tappert - Stephan Derrick, Fritz Wepper - Harry Klein, Willy Schäfer - Willy Berger, Wolfgang Müller - Hamann, Thomas Schücke - Martin Maurus, Heinz Reincke - spedizioniere Henschel, Beate Finckh - Sabine Reis, Christiane Hammacher - signora Reis, Udo Thomer - signor Reis

### Trama
Sabine Reis e Martin Maurus, due giovani fidanzati, partono per Roma facendo l'autostop. Quando si trovano alla stazione di servizio, Sabine chiama Martin dicendogli che ha trovato un camionista ha offerto il passaggio. Martin quindi sale sul camion, ma viene immediatamente scalciato fuori da un uomo. Il camion parte senza Martin, il quale ferma un automobilista di passaggio chiedendogli di seguire il mezzo. Martin spiega al conducente che vuole seguire quel camion, con la scritta ben evidente "Dortmund", perché la sua ragazza è stata sequestrata. Il conducente risponde a Martin che non vuole avere fastidi, così scarica il ragazzo in un parcheggio. Il giorno successivo Sabine viene trovata morta. Derrick interroga il ragazzo, il quale risponde senza esitazione. Il camion di cui parla Martin risultava essere rubato. Derrick inizia le indagini in collaborazione con Hamann della squadra antirapine.

## Gioco mortale
- Titolo originale: Ein Spiel mit dem Tod
- Diretto da: Theodor Grädler
- Scritto da: Herbert Reinecker
- Interpreti:[7] Horst Tappert - Stephan Derrick, Fritz Wepper - Harry Klein, Willy Schäfer - Willy Berger, Kristina Nel - Prof. Agnes Hossner, Wolf Roth - Ulrich Hossner, Verena Peter - Lena Kussloff, Rudolf Wessely - Martin Kussloff, Edwin Noël - signor Muschmann, Margot Medicus - Ariane, Maria Singer - signora Roth, Volker Bogdan - Georg Hossner, Uwe Dallmeier - barista, Karl-Heinz Thomas - Akbert Roth

### Trama
Martin Kussloff, un rapinatore professionista, riesce ad intrufolarsi in una villa signorile e a rubare alcuni preziosi. A un certo momento suona l'allarme della casa, così Kussloff deve fuggire di corsa. Poco dopo viene trovato il cadavere di Georg Hossner, proprietario della villa e titolare di numerose imprese. Una volta diffusa la notizia della morte di Hossner attraverso i giornali, Kussloff si confida con la figlia Lena che aveva solo sottratto alcune cose di valore, ma non ha ucciso l'uomo.

## Una vincita al lotto
- Titolo originale: Ein Mörder zu wenig
- Diretto da: Alfred Vohrer
- Scritto da: Herbert Reinecker
- Interpreti:[8] Horst Tappert - Stephan Derrick, Fritz Wepper - Harry Klein, Willy Schäfer - Willy Berger, Karin Baal - signora Kramer, Wolfgang Wahl - Walter Kramer, Volker Eckstein - Alfons Bracht, Hans Brenner - signor Diehl, Dirk Dautzenberg - Alois Bracht, Andy Voss - Holger Kramer

### Trama
Walter Kramer e Alois Bracht sono operai di una fabbrica. In un momento di pausa dal lavoro Kramer tenta la fortuna giocando al lotto mettendo i sei numeri in colonna. Chiede anche a Bracht se gioca anche lui. Bracht risponde negativamente adducendo che lui non è così fortunato. Kramer insiste che provi almeno una volta, così Bracht sceglie i sei numeri in base alla sua data di nascita e di quella della moglie deceduta alcuni anni prima. Finita la giornata lavorativa, Kramer torna a casa. Kramer vive da solo, mentre la moglie e il figlio Holger vivono in un appartamento nella stessa palazzina. La moglie vuole divorziare da Kramer, ma l'uomo non glielo concede. Quello stesso pomeriggio si reca nell'appartamento della moglie per discuterne e, per allontanare qualche minuto il figlio, manda Holger a fare le due schedine in ricevitoria. Una volta arrivato in ricevitoria, la negoziante si accorge che in una schedina manca il nome e l'indirizzo. Holger, ignaro degli accordi presi tra il padre e il suo collega, mette il nome di Walter Kramer. Il giorno successivo Bracht si accorge, leggendo il giornale, che è venuta fuori la combinazione vincente con i suoi numeri. La vincita arriva a oltre un milione di marchi, cifra che può cambiare la vita a un operaio di fabbrica. Si reca immediatamente da Kramer, il quale gli risponde che la schedina è stata giocata a nome suo e quindi è lui il vincitore del premio. Bracht, fuori di sé, gli risponde a Kramer che è un porco. Alcuni giorni dopo Kramer viene trovato morto nel suo appartamento.

## Una difficile eredità
- Titolo originale: Angriff aus dem Dunkel
- Diretto da: Jürgen Goslar
- Scritto da: Herbert Reinecker
- Interpreti:[9] Horst Tappert - Stephan Derrick, Fritz Wepper - Harry Klein, Willy Schäfer - Willy Berger, Birgit Doll - Ute Reiners, Babett Arens - Conny Kessler, Margot Medicus - Ariane, Eva Kotthaus - signora Scherer, Anton Diffring - signor Scherer, Eberhard Harnoncourt - Arthur Scherer, Erland Erlandsen - Albert Scherer, Hannelore Schroth - signora Rootz

### Trama
In una sera Ute Reiners sta allegramente chiacchierando nel suo appartamento con l'amica Conny Kessler. All'improvviso arriva una telefonata con la quale Ute viene minacciata di morte. Ute dice che da alcuni giorni riceve telefonate di questo tipo e chiede all'amica di rimanere con lei quella notte. Conny rifiuta e preferisce tornare a casa. Conny si fa accompagnare alla sua auto da un vicino di casa di Ute, ma all'improvviso arriva a tutta velocità un veicolo che travolge la giovane. Conny muore poco dopo all'ospedale. Apparentemente sembra un incidente stradale, ma Ute chiama la polizia criminale per riferire delle misteriose telefonate, pensando che l'incidente non fosse stato casuale, ma il vero bersaglio fosse stata lei. Ute non sa spiegarsi delle telefonate minatorie; vive da sola, i suoi genitori sono morti alcuni anni prima e lavora in una libreria. Nel frattempo riceve una lettera da un certo signor Scherer, nella quale chiede di vederla. Scherer è malato terminale ricoverato in una clinica.

## Fine di un desiderio
- Titolo originale: Ende einer Sehnsucht
- Diretto da: Michael Braun
- Scritto da: Herbert Reinecker
- Interpreti:[10] Horst Tappert - Stephan Derrick, Fritz Wepper - Harry Klein, Willy Schäfer - Willy Berger, Pascal Breuer - Alwin Merck, András Fricsay Kali Son - Chitarrista, Norbert Kappen - Robert Merck, Marion Martienzen - Irene Merck, Gaby Dohm - Ruth Palmer, Karl Renar - Portiere della pensione

### Trama
Robert Merck, un collega di Derrick, si reca in una pensioncina e trova il cadavere dell'amico di sua figlia Irene. La vittima aveva trentadue anni ed è stato ucciso con una bottiglia di whisky nella sua camera. Derrick e Klein iniziano a sospettare che Merck e la figlia Irene non dicano tutta la verità.

## Metodi da gangster
- Titolo originale: Gangster haben andere Spielregeln
- Diretto da: Alfred Vohrer
- Scritto da: Herbert Reinecker
- Interpreti:[11] Horst Tappert - Stephan Derrick, Fritz Wepper - Harry Klein, Willy Schäfer - Willy Berger, Hans Korte - Professor Balthaus, Evelyn Opela - Ruth Balthaus, Klausjürgen Wussow - Dottor Blunk, Jan Niklas - Roland Lieboth, Sissy Höfferer - Maria Tobler, Günther Ungeheuer - signor Bools, Udo Thomer

### Trama
Roland Lieboth è un laureando in biologia. Vive con la compagna Maria Tobler ed è assistente di un'importante azienda biochimica diretta dal professor Balthaus. Fuori dell'università viene avvicinato dal dottor Blunk, un ex collaboratore di Balthaus. Blunk propone a Roland di rubare alcune carte riservate di Balthaus per conto della concorrenza. Roland, che non gode di una buona situazione finanziaria, accetta e una sera, mentre Balthaus è a una festa, s'intrufola nella villa del professore, ma viene scoperto dalla moglie di questo, Ruth, che era rientrata in anticipo. Il giorno dopo viene rinvenuto il cadavere di Lieboth nelle vicinanze di un'autorimessa.

## La doppia vita del signor Richter
- Titolo originale: Das seltsame Leben des Herrn Richter
- Diretto da: Theodor Grädler
- Scritto da: Herbert Reinecker
- Interpreti:[12] Horst Tappert - Stephan Derrick, Fritz Wepper - Harry Klein, Willy Schäfer - Willy Berger, Klaus Behrendt - Martin Richter, Edwin Noël - Manfred Richter, Christa Berndl - Berta Hagringer, Klaus Höhne - Dottor Kuhn, Mijou Kovacs - Charlotte Bussoni, Peter Bertram - Bruno Bussoni

### Trama
Martin Richter chiama per telefono suo figlio Manfred dal ristorantino di Berta Hagringer chiedendogli di venirlo a prendere. Manfred, maestro di scuola elementare, accetta dopo che il padre gli ha detto che era stato minacciato di morte. Poco dopo Manfred vede il padre nel parco da lontano. Quindi il padre urla al figlio che lo raggiungerà lui e che deve stare fermo. Poco dopo Manfred sente alcuni colpi di pistola e trova il padre morto. Dalle prime indagini di Derrick risulta che Martin Richter avesse una sorta di doppia vita: da una parte il figlio Manfred afferma che il padre era un funzionario di un'azienda assicurativa, dall'altro la signora Hagringer racconta che il signor Richter era scapolo, era ricco, possedeva un appartamento di lusso, aveva uno yacht e viaggiava spesso.

## Il primo della classe
- Titolo originale: Der Klassenbeste
- Diretto da: Theodor Grädler
- Scritto da: Herbert Reinecker
- Interpreti:[13] Horst Tappert - Stephan Derrick, Fritz Wepper - Harry Klein, Dieter Eppler - Schönfeld, Ralf Schermuly - Wolfgang Anders, Anne Bennent - Grit, Helga Anders - Uschi, Claudia Butenuth - Dita Mahler, Ilse Neubauer - Hannelore Wiedmann, Robert Meyer - Wohlers, Volker Eckstein - Willi Anholt, Til Erwig - Hugo Lossmann

### Trama
In una rimpatriata tra ex compagni di classe in un locale fuori Monaco tutti festeggiano Wolfgang Anders, il primo della classe che è diventato un rispettabile farmacista. La festa si conclude in allegria, tutti gli amici si ripromettono di vedersi per l'anno dopo. Wolfgang Anders, benché su di giri, si rimette alla guida della sua Mercedes grigia. Benché sia notte, poco dopo essere partito Wolfgang vede Grit e Urschi, due autostoppiste di dubbia moralità, ai bordi della strada. Le due sono dirette a Monaco, quindi Wolfgang si offre di dar loro un passaggio. I tre si mettono a chiacchierare e, nel momento in cui Anders è girato, sbuca un uomo all'improvviso al centro della strada. Anders non può evitare l'impatto, così l'altro uomo viene sbalzato a diversi metri di distanza. I tre scendono per rendersi conto: apparentemente l'altro è morto. Le due ragazze ne approfittano dell'incidente, iniziando a ricattare Anders perché ha investito un uomo mentre era alla guida in stato di ebbrezza. Grit e Urschi si insediano nel lussuoso appartamento del dottore. Il giorno dopo Hannelore Wiedmann incontra Derrick per chiedergli di trovare l'uomo che ha investito suo marito, un poliziotto anche lui.

## Chi ha ucciso l'avvocato Prestel?
- Titolo originale: Stellen Sie sich vor, man hat Doktor Prestel erschossen
- Diretto da: Zbyněk Brynych
- Scritto da: Herbert Reinecker
- Interpreti:[14] Horst Tappert - Stephan Derrick, Fritz Wepper - Harry Klein, Willy Schäfer - Willy Berger, Ursula Lingen - Dora Kolberg, Armin Mueller-Stahl - Alexander Kolberg, Jutta Kammann - signora Wilmers, Klaus Herm - signor Soskind, Peer Augustinski - Avvocato Gerhrd Prestel, Verena Peter - Lisbeth, Hans Quest - signor Münardy, Hilde Volk - Madre di Prestel

### Trama
Dopo la condanna all'ergastolo di un suo assistito, l'avvocato Prestel ha una brutta discussione con l'ispettore Derrick in merito alla deposizione che aveva fatto al processo. La sera stessa Prestel viene raggiunto da alcuni colpi di pistola nella rimessa di casa. Dalle indagini emerge che Prestel era l'amante di Dora, la moglie di Alexander Kolberg, un imprenditore attivo nel mondo dell'editoria, rimasto invalido a seguito di un incidente automobilistico.